# Прапор Веймарської республіки
Прапор Веймарської республіки — прапор Німеччини в 1919—1933 роках, яка, у зв'язку з тим, що нова конституція Німеччини була прийнята 11 серпня 1919 року Установчими національними зборами в місті Веймарі, отримала назву «Веймарська республіка».
Неофіційна назва прапора — «чорно-червоно-золотий» (нім. Schwarz-Rot-Gold).
В 1949 році відновлений, як прапор Федеративної Республіки Німеччина та прапор Німецької Демократичної Республіки.

## 1919—1921
16 квітня 1919 року було встановлено, що військові кораблі до остаточного врегулювання питання про державні військово-морських силах повинні продовжувати нести колишній міжнародно визнаний військовий прапор і посадові прапори колишніх військово-морських сил.
У статті 3 принятої 11 серпня 1919 року в м. Ваймарі німецької конституції було встановлено:
«Державні кольори (нім. die Reichsfarben) — чорний, червоний і золотий. Торговий прапор (die Handelsflagge) — чорно-біло-червоний з державними кольорами у верхньому кутку біля древка».

Були й інші варіанти: наприклад, замість історичного прапора 1848 пропонувався прапор за зразком скандинавських. 

Один із запропонованих альтернативних проєктів

27 вересня 1919 року був виданий указ про прапор райхспрезидента, прапор міністра збройних сил (райхсвера), державному військовому прапорі та гюйсі, яким було встановлено:
1.Прапор райхспрезидента (Flagge des Reichspräsidenten) — в державних кольорах (die Reichsfarben) з новим державним орлом (нім. der neue Reichsadler) у середині на прямокутному золотому щиті з білою облямівкою;
2. Прапор міністра збройних сил (нім. Flagge des Reichswehrministers) — у державних кольорах, Залізний Хрест у центрі;
3.Державний військовий прапор (нім. Reichskriegsflagge) — за минулим зразком з наступними відмінностями: у середині новий державний орел (нім. Neuer Reichsadler), у крижі державних кольорів — Залізний хрест.
4. Гюйс (Gösch) — колишнього зразку, з доповненням державних кольорів у крижі.

Прапор райхспрезидента, 1919 (ніколи не використовувався)
Прапор міністра збройних сил, 1919 (ніколи не використовувався)
Державний військовий прапор (die Reichskriegsflagge), 1919 (ніколи не використовувався)
Гюйс, 1919 (ніколи не використовувався)

Жоден із цих прапорів ніколи не виготовлявся та не використовувався. Торговельні судна несли чорно-біло-червоний прапор зразка 1868.

## 1922—1926
11 квітня 1921 року «Приписом про німецьких прапорах» було уточнено опис торгового прапора, встановленого конституцією, і встановлені описи національного, торгового із Залізним Хрестом, державного військового прапора, гюйса, штандарта райхспрезидента, міністра збройних сил, державної пошти, службові прапори державних органів влади на суші і на морі:

Національний прапор Німеччини, 1922—1933
Торговий прапор Німеччини, 1922—1933
Торговий прапор із Залізним Хрестом, 1922—1933
Державний військовий прапор, 1922—1933

«1. Національний прапор (Nationalflagge) складається з трьох рівних по ширині поперечних смуг, зверху — чорна, в середині — червона, внизу — золотисто-жовта.
2. Торговий прапор (Handelsflagge) складається з трьох рівних по ширині поперечних смуг, зверху — чорна, в середині — біла, внизу — червона, на чорній смузі, із зображенням в кутку біля древка державних кольорів (die Reichsfarben) як на національному прапорі, відокремленими від чорної смуги білою смужкою шириною два сантиметри. Довжина зображення, включаючи білу смужку, дорівнює ширині чорної смуги. Відношення висоти крижа до його довжини — 2:3. Співвідношення ширини і довжини всього полотнища як 2 до 3.
3. Торговий прапор із Залізним Хрестом (Handelsflagge mit dem Eisernen Kreuz) — такий же, як торговий прапор, але із зображенням у верхньому куті, біля древка, на державних кольорах, чорного, окантованого білим, хреста у вигляді Залізного Хреста, який досягає половини ширини чорної і половини ширини золотисто-жовтої смужок.
4. Державний військовий прапор (Reichskriegsflagge) — такий же, як торговий прапор, із зображенням в середині полотнища чорного, окантовані білим, хреста у формі Залізного Хреста, що досягає в чорній і червоній поперечних смугах третини від країв полотнища. Співвідношення ширини і довжини полотнища як 3 до 5.
5. Гюйс (Gösch) складається з трьох рівних по ширині поперечних смуг: чорної, в середині білої і внизу червоної, із зображенням в центрі чорного, облямованого білим, хреста у формі Залізного Хреста, який досягає до середини чорної і червоної смуг; на прилеглій до древка краю третини чорної смуги зображені державні кольори, як на національному прапорі. Відношення ширини до довжини як 2 до 3.
6. Штандарт райхспрезидента (Standarte des Reichspräsidenten) — рівносторонній, облямований з усіх боків червоною облямівкою, золотисто-жовтий прямокутник з державним орлом, зверненим до древка. Відношення ширини червоної облямівки до сторони штандарта як 1 до 12.
7. Прапор міністра державних збройних сил (Flagge des Reichswehrministers) має такі ж поперечні смуги, як національний прапор, в центрі розташований чорний, окантований білим, хрест у формі Залізного Хреста, який досягає половини чорної і золотисто-жовтої смуг. Співвідношення ширини полотнища до його довжини як 2 до 3.
8. Прапор державної пошти (Reichspostflagge) має смуги, як на національному прапорі, в середині ширшої на 1/5, ніж чорна і золотисто-жовта смуги, червоної смуги зображений жовто-золотий поштовий ріжок з золотисто-жовтим шнуром і двома золотисто-жовтими китицями, звернений мундштуком до древка. Співвідношення ширини полотнища до його довжини як 2 до 3.

Гюйс, 1922—1933
Штандарт райхспрезидента, 1922—1926 и 1928—1933
Прапор міністра збройних сил, 1922—1933
Прапор державної пошти, 1922—1933

9. Службовий прапор державних органів влади на суші (Dienstflagge der übrigen Reichsbehörden zu Lande) має такі ж поперечні смуги, як на національному прапорі, ближче до древка, досягаючи 1/5 частини чорної і золотисто-жовтої смуг від їх країв, розташований державний герб, з поверненим до древка орлом. Співвідношення ширини полотнища до його довжини як 2 до 3.
10. Службовий прапор державних органів влади на морі (Dienstflagge der übrigen Reichsbehörden zur See) має поперечні смуги, як на торговому прапорі, ближче до древка, досягаючи 1/5 частини чорної і золотисто-жовтої смуг від їх країв, розташований державний герб, з поверненим до древка орлом. Співвідношення ширини полотнища до його довжини як 2 до 3.»

Службовий прапор державних органів влади на суші 1922—1933
Службовий прапор державних органів влади на морі 1922—1926

Використання прапорів встановлювалося з 1 січня 1922.

## 1926—1933
5 травня 1926 «Другим розпорядженням про німецькі прапори» було встановлено, що службовий прапор державних органів влади на морі (Dienstflagge der übrigen Reichsbehörden zur See) виглядає як торговий прапор, ближче до древка, займаючи до 1/5 ширини чорної і червоної смуг, розташований державний щит з орлом, зверненим до древка. Відношення висоти полотнища до його довжини як 2 до 3. Дипломатичним представництвам та компаніям поза Європою було наказано одночасно піднімати торговий прапор.

Службовий прапор державних органів влади на морі 1926—1933
Штандарт райхспрезидента 1926—1928

З 1926 року по 1928 рік існувало дещо інше зображення орла на штандарті райхспрезидента